# Табакова, Цветана
Цветана Борисова Табакова (болг. Цветана Борисова Табакова; 27 января 1905, Брезник, Княжество Болгария — 5 ноября 1938, София, Третье Болгарское царство) — болгарская оперная певица (лирико-драматическое сопрано).

## Биография
Дочь офицера болгарской армии. В 1924 году поступила в Софийскую консерваторию по классу пения И. Н. Вульпе.
Сценическую деятельность начала в софийской Национальной опере, где пела до самой смерти в 1936 году. В 1927 году прошла специализацию по вокалу в Париже.
В 1931 году выступала в Лондоне (вместе с Ф. Шаляпиным) в партиях Ярославны («Князь Игорь» А. П. Бородина) и Наташи («Русалка» А. С. Даргомыжского). С успехов выступала в роли Флоры в «Травиате» Верди и Фредерики в «Миньоне» А. Тома.
Имела голос красивого тембра с металлическим оттенком, тонко владела нюансировкой. а свою творческую карьеру исполнила более 30 главных и второстепенных партий сопрано из репертуара Софийской национальной оперы.
В 1932 году получила серебряную медаль и диплом Международного конкурса певцов в Вене.
Скончалась скоропостижно.

## Избранные партии
- Татьяна, Лиза, Купава;
- Мария («Царь Калоян» Владигерова),
- Тоска; Мюзетта, Анджелина, Турандот («Богема», «Сестра Анджелина» и о. п. Пуччини),
- Элеонора, Леонора («Трубадур», «Сила судьбы» Верди),
- Агата, Реция («Вольный стрелок», «Оберон» Вебера),
- Сента, Эльза, Елизавета («Летучий голландец», «Лоэнгрин», «Тангейзер» Вагнера) и др.